# Кэхилл, Томас
Томас Кэхилл (англ. Thomas Cahill; 25 декабря 1864, Нью-Йорк, Нью-Йорк — 29 сентября 1951, Саут-Ориндж, Нью-Джерси) — американский спортсмен, один из отцов-основателей футбола в США, инициатор создания Федерации футбола страны. С 1916 по 1924 годы — первый в истории главный тренер национальной сборной.

## Ранние годы
Томас родился в Нью-Йорке, однако в 1871 году переехал в город Сент-Луис, штат Миссури. Его семья была ирландского происхождения. Кэхилл учился в университете Сент-Луиса и приобрел репутацию одного из выдающихся спортсменов-любителей в стране. Первоначально предпочитавший бег и бейсбол, он заинтересовался футболом после того, как стал свидетелем матча с участием команды из Торонто.
В 1897 году Кэхилл основал клуб «Сент-Луис Шемрокс», выступавший в городской любительской футбольной лиге. Команда выигрывала чемпионский титул в 1899 и 1900 годах. 

## Развитие футбола в США
В 1910 году Кэхилл переехал в город Ньюарк, штат Нью-Джерси. 5 апреля 1913 года Томас принял участие во встрече в отеле Astor House в Нью-Йорке, на которой было принято официальное решение о создании Федерации футбола США. 
В 1916 году он был назначен первым главным тренером национальной сборной Соединённых Штатов по футболу, отправившись вместе с командой в турне по Скандинавии. Соединённые Штаты провели свой первый официальный международный матч 20 августа 1916 года против сборной Швеции в Стокгольме, который гости в итоге выиграли со счетом 3:2, благодаря голам Дика Сполдинга, Чарльза Эллиса и Гарри Купера. Через несколько дней они сыграли вничью с норвежцами в Кристиании (1:1).
В 1921 году Кэхилл сыграл важную роль в создании Американской футбольной лиги, ставшей первой серьёзной попыткой создать профессиональную футбольную лигу в Соединенных Штатах. Он занимал пост секретаря организации в период с 1921 по 1926 годы. Американская футбольная лига была создана в 1921 году путём слияния команд из Футбольной лиги Национальной ассоциации и футбольной лиги Южной Новой Англии. В течение нескольких лет популярность ASL соперничала с популярностью НФЛ. Однако в дальнейшем острые споры с Федерацией футбола США и начало Великой депрессии в 1929 году привели к краху лиги весной 1933 года. 

## Смерть
В конце 1930-х годов Кэхилл утратил былые позиции в спортивном сообществе США. Его не стали назначать на пост тренера сборной на Олимпийских играх 1928 года и чемпионате мира 1930 года. Кэхилл скончался 29 сентября 1951 года в возрасте 86 лет в городе Саут-Ориндж, штат Нью-Джерси. В 1950 году он был введен в Национальный зал славы футбола США.